# Могалі
Могалі (також: Атжитгарх, англ. Mohali, пенджаб. ਮੋਹਾਲੀ) — місто в східній частині штату Пенджаб, Індія. Адміністративний центр округу Могалі.

## Історія

### Рання історія
У Могалі та прилеглих до нього регіонах знайдено доісторичні зразки. Завдяки присутності озера знайдено скам'янілі останки з відбитками великого різноманіття водних рослин, тварин і амфібій. Як частина регіону Пенджаб, має багато річок у районах, де, як припускають, почалися первісні поселення людей. Приблизно 8000 років тому ця територія також була домом для хараппців.

### Середньовіччя
«Могалі» означає поселення. Село Мохалі було частиною імперії сикхів.
Село Ламбіан, розташоване в місті, відвідав Гуру Хар Раї, 7-й Гуру сикхів. Тут відбулася битва між британцями та 500 сикхами під командуванням Акалі Ханумана Синґха, який загинув у битві.

### Новітня історія
Після поділу Індії 1947 року колишню британську провінцію Пенджаб було розділено між східним Пенджабом у Індії та західним Пенджабом у Пакистані. Індійський Пенджаб потребував нової столиці замість Лахора, який під час розділення увійшов до складу Пакистану, тому уряд із майже 50 сіл тодішнього індійського штату Східний Пенджаб, де розмовляли на пуадхі, утворив Чандігарх.
Могалі задумано після трифуркації Пенджабу, а його столиця Чандігарх стала союзною територією наприкінці 1960-х років. 1967 року територію навколо села Могалі спочатку розвинуто як промислову зону; потім розширено житлові райони. Комітет всеіндійського конгресу висунув план містечка Могалі під час щорічної сесії, що відбулася в Могалі 1975 року. 1 листопада 1975 року головний міністр Пенджабу Гіані Заїл Сінґх заклав перший камінь у фундамент містечка Могалі та назвав його Сахібзада Аджит Сінґх Нагар. 2012 року союзний уряд перейменував його на Аджитгарх, оскільки вважалося, що назва САС Нагар занадто довга.

## Географія
Могалі прилягає до території міста Чандігарх.

## Населення
За даними на 2013 рік чисельність населення становила 199 706 осіб.
Динаміка чисельності населення міста за роками:
| 1991   | 2001    | 2013    |
| ------ | ------- | ------- |
| 78 457 | 123 484 | 199 706 |